# Cmentarz żydowski w Działdowie
Cmentarz żydowski w Działdowie (obecnie przy ul. Sienkiewicza) – został założony w II połowie XIX wieku i zajmuje powierzchnię 0,3 ha, na której zachowały się tylko trzy nagrobki (najstarszy pochodzi z 1868 roku). Ostatni pochówek miał miejsce w 1941 roku. Cmentarz jest ogrodzony siatką.